# Mijaíl Porechenkov
Mijaíl Yevguénievich Poréchenkov (en ruso: Михаи́л Евге́ньевич Поре́ченков, n. 2 de marzo de 1969 en San Petersburgo) es un actor, director y productor de cine ruso. Interpretó, entre otros papeles, al agente del FSB Alekséi Nikoláyev en la serie de televisión National Security Agent (1999–2005). En 2008, Poréchenkov produjo, dirigió y protagonizó D-Day (День Д), remake de la película Commando.

## Filmografía

### Cine
- Women's Property (1999)
- National Security Agent (1999)
- Gangster Petersburg: Baron (2000)
- Peculiarities of the National Hunt in Winter Season (2000)
- Mechanical Suite (2001)
- Spetsnaz (2002)
- Peculiarities of National Politics (2003)
- La novena compañía (2005)
- The Fall of the Empire (2005)
- The Storm Gate (2006)
- The Great Love (2006)
- 1612 (2007)
- Liquidation (2007)
- D-Day (2008)
- Isáiev (2009)
- Dr. Tyrsa (2010)
- Without Men (2010)
- Counter-Game (2011)
- Fairytale.Is (2011)
- The Marathon (2013)
- Poddubny (2014)
- The Shadow (2017)

### TV
- Lines of Fate (2003) como Ígor
- Deadly Force (2006) como Nikita Uvárov
- Heavenly Court (2011, 2014) como Veniamín
- Belaya Gvardiya (2012)
- Crisis (2014) - episodio 8
- The Bridge (2017)
- Trotsky (2017) como Alexander Parvus